# Montenegrói labdarúgó-bajnokság (első osztály)
A montenegrói labdarúgó-bajnokság első osztálya (montenegrói nyelven Prva crnogorska fudbalska liga, cirill betűkkel Прва црногорска лига, szponzorált neve Meridianbet crnogorska fudbalska liga) a legmagasabb szintű labdarúgó-bajnokság Montenegróban. A bajnokságot 2006 óta a Montenegrói labdarúgó-szövetség írja ki és szervezi meg.

## A bajnokság jelenlegi rendszere
A pontvadászat 10 csapat részvételével őszi-tavaszi lebonyolításban zajlik, mely során a 10 csapat körmérkőzéses rendszerben mérkőzik meg egymással: minden csapat minden csapattal négyszer játszik, a 18. forduló utáni bajnoki helyezésnek megfelelően egyszer vagy kétszer pályaválasztóként, egyszer vagy kétszer pedig idegenben.
A bajnokság végső sorrendjét az utolsó, 36. fordulót követően alábbi szempontok szerint határozzák meg:
1. a bajnokságban szerzett pontok összege;
2. a bajnokságban elért győzelmek száma;
3. a bajnoki mérkőzések gólkülönbsége.

A bajnokság győztese a montenegrói bajnok, az utolsó helyezett kiesik a másodosztályba, míg a 8. helyezett a másodosztály bronzérmesével, a 9. helyezett a másodosztály ezüstérmesével vív oda-visszavágós osztályozó mérkőzést. A párosítások győztesei indulhatnak a következő bajnoki év élvonalbeli pontvadászatában.

## 2024/25-ös szezon csapatai
- FK Arsenal, Tivat
- FK Bokelj, Kotor
- FK Budućnost, Podgorica
- FK Dečić, Tuzi
- FK Jedinstvo, Bijelo Polje
- FK Jezero, Plav
- FK Mornar, Bar
- FK Otrant-Olympic, Ulcinj
- OFK Petrovac, Petrovac
- FK Sutjeska, Nikšić

## Bajnoki dobogósok
| Szezon  | Bajnokcsapat         | Ezüstérmes          | Bronzérmes           |
| ------- | -------------------- | ------------------- | -------------------- |
| 2006–07 | Zeta                 | Budućnost Podgorica | Grbalj               |
| 2007–08 | Budućnost Podgorica  | Zeta                | Mogren               |
| 2008–09 | Mogren               | Budućnost Podgorica | Sutjeska Nikšić      |
| 2009–10 | Rudar Pljevlja       | Budućnost Podgorica | Mogren               |
| 2010–11 | Mogren               | Budućnost Podgorica | Rudar Pljevlja       |
| 2011–12 | Budućnost Podgorica  | Rudar Pljevlja      | Zeta                 |
| 2012–13 | Sutjeska Nikšić      | Budućnost Podgorica | Čelik Zenica         |
| 2013–14 | Sutjeska Nikšić      | FK Lovcen           | Čelik Zenica         |
| 2014–15 | Rudar Pljevlja       | Sutjeska Nikšić     | Budućnost Podgorica  |
| 2015–16 | FK Mladost Podgorica | Budućnost Podgorica | Rudar Pljevlja       |
| 2016–17 | Budućnost Podgorica  | Zeta                | FK Mladost Podgorica |
| 2017–18 | Sutjeska Nikšić      | Budućnost Podgorica | Titograd Podgorica   |
| 2018–19 | Sutjeska Nikšić      | Budućnost Podgorica | Zeta                 |
| 2019–20 | Budućnost Podgorica  | Sutjeska Nikšić     | Iskra                |
| 2020–21 | Budućnost Podgorica  | Sutjeska Nikšić     | FK Dečić             |
| 2021–22 | Sutjeska Nikšić      | Budućnost Podgorica | FK Dečić             |
| 2022–23 | Budućnost Podgorica  | Sutjeska Nikšić     | Arsenal Tivat        |
| 2023–24 | Dečić                | Mornar              | Budućnost Podgorica  |

### Örökmérleg bajnoki címek szerint
| Csapat              | Bajnoki címek | Ezüstérmes | Bronzérmes | Győztes szezonok                                     |
| ------------------- | ------------- | ---------- | ---------- | ---------------------------------------------------- |
| Sutjeska Nikšić     | 5             | 4          | 1          | 2012–13, 2013–14, 2017–18, 2018–19, 2021–22          |
| Budućnost Podgorica | 6             | 9          | 1          | 2007–08, 2011–12, 2016–17, 2019–20, 2020–21, 2022–23 |
| Mogren              | 2             | 0          | 2          | 2008–09, 2010–11                                     |
| Rudar Pljevlja      | 2             | 1          | 2          | 2009–10, 2014–15                                     |
| Zeta                | 1             | 2          | 2          | 2006–07                                              |
| Titograd Podgorica  | 1             | 0          | 2          | 2015–16                                              |
| FK Dečić            | 1             | 0          | 2          | 2023–24                                              |
| FK Lovcen           | 0             | 1          | 0          |                                                      |
| Čelik Zenica        | 0             | 0          | 2          |                                                      |
| Grbalj              | 0             | 0          | 1          |                                                      |
| Iskra               | 0             | 0          | 1          |                                                      |
| Arsenal Tivat       | 0             | 0          | 1          |                                                      |

## Gólkirályok
- 2006–2007:  Damir Čakar (Rudar Pljevlja) – 16 góllal
- 2007–2008:  Ivan Jablan (Lovćen) – 13 góllal
- 2008–2009:  Fatos Bećiraj (Budućnost) – 18 góllal
- 2009–2010:  Ivan Bošković (Grbalj) – 28 góllal
- 2010–2011:  Ivan Vuković] (Budućnost) – 20 góllal
- 2011–2012:  Admir Adrović (Budućnost) – 22 góllal
- 2012–2013:  Admir Adrović/Žarko Korać (Budućnost/
Zeta) – 15 góllal
- 2013–2014:  Stefan Mugoša (OFK Titograd) – 15 góllal
- 2014–2015:  Goran Vujović (Sutjeska) – 21 góllal
- 2015–2016:  Marko Šćepanović (OFK Titograd) – 19 góllal
- 2016–2017:  Zoran Petrović (OFK Titograd) – 14 góllal
- 2017–2018:  Igor Ivanović (Sutjeska) – 14 góllal
- 2018–2019:  Nikola Krstović (Zeta) – 17 góllal
- 2019–2020:  Marko Ćetković (Sutjeska) – 10 góllal

## Jelentős külföldi játékosok
A félkövérrel jelölt játékosok szerepeltek hazájuk felnőtt válogatott keretében labdarúgó-világbajnokságon.
| - Gustavo Fabián López - Nemanja Janičić - Cadú - Danilo Goiano - Flávio Beck Júnior - Giuliano Marinho dos Santos - Sávio Oliveira do Vale - Misdongarde Betolngar - Augusto Batioja | - Abraham Kumedor - Božidar Radošević - Mario Kovačević - Kohei Kato - Isihara Taku - Dejan Ognjanović - Omega Roberts - Abdul Sesay - Ajazdin Nuhi | - Aleksandar Trišović - Branislav Vukomanović - Dejan Karan - Igor Matić - Ilija Stolica - Ivan Todorović - Ivica Francišković - Ivica Jovanović - Marjan Jugović | - Milan Bogunović - Milanko Rašković - Mitar Peković - Nebojša Skopljak - Petar Škuletić - Predrag Ranđelović - Goran Trobok - Jovan Markoski - Zoran Banović |

## A bajnokság helyezése az UEFA-rangsorban
A bajnokság helyezése 2015-ben az UEFA rangsorában. (Dőlt betűvel az előző szezonbeli helyezés, zárójelben az UEFA-együttható).
- 39.  (42.)  Macedón labdarúgó-bajnokság (5,875)
- 40.  (43.)  Ireland Premier League (5,750)
- 41.  (39.)  Montenegrin First League (5,625)
- 42.  (40.)  Albanian Higher League (5,375)
- 43.  (44.)  Luxemburgi labdarúgó-bajnokság (5,125)